# Eichendorffschule Heidelberg-Rohrbach

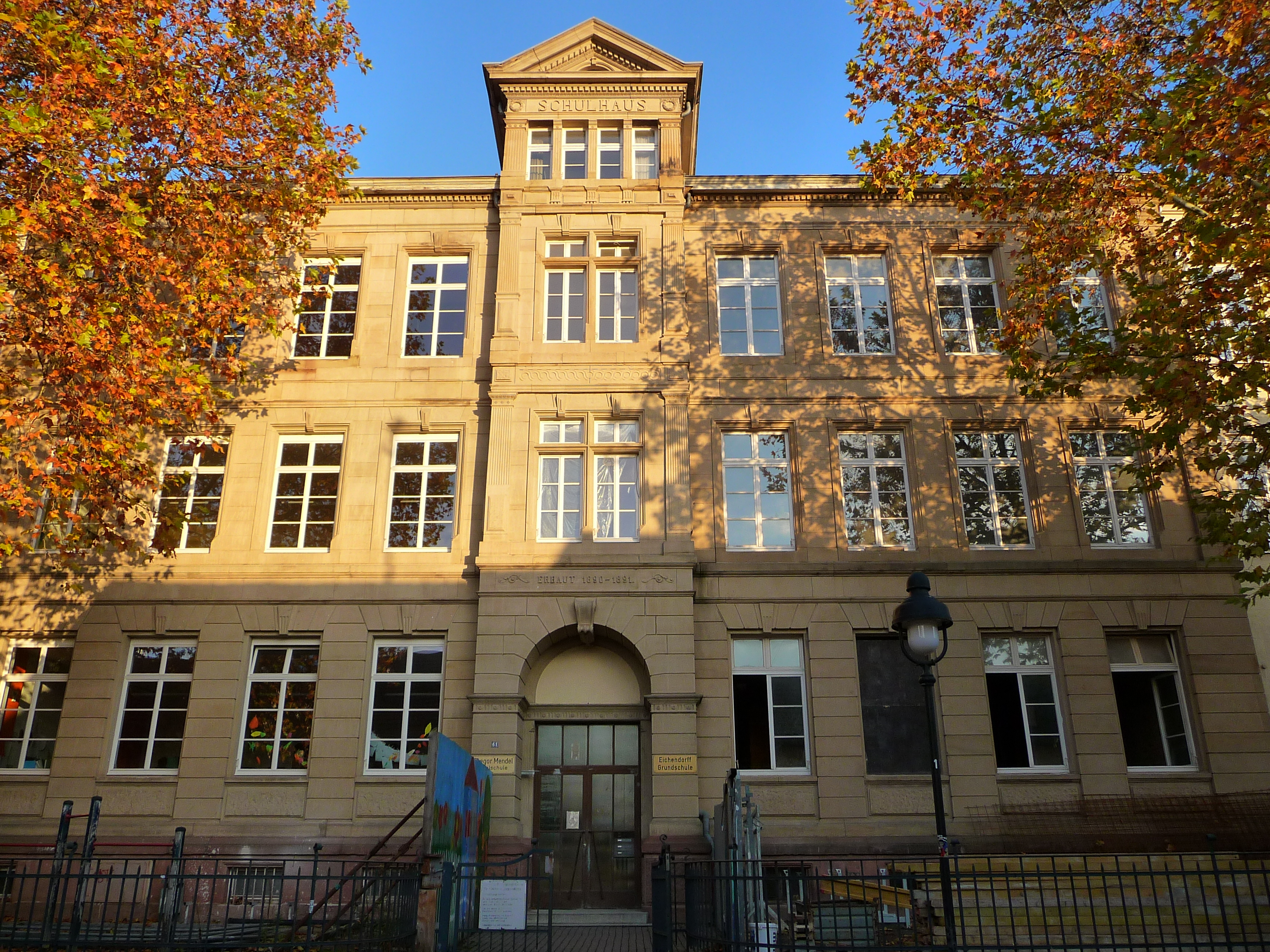
Eichendorffschule

Die Eichendorffschule ist eine Grundschule im Heidelberger Stadtteil Rohrbach.

## Geschichte
Im Jahr 1876 wurden die konfessionellen Schulen im Großherzogtum Baden aufgelöst und Simultanschulen eingeführt, für die nicht mehr die Kirchen, sondern die Gemeinden zuständig waren. Das Schulgebäude in Rohrbach wurde 1890/91 von Philipp Thomas gebaut. Schon damals waren zwei Erweiterungen vorgesehen, die 1903 (achsensymmetrische Erweiterung nach Norden) und 1910 (Aufstockung um ein Obergeschoss) durchgeführt wurden. 1950/51 folgten nördlich und südlich Anbauten und die Benennung nach Joseph von Eichendorff, der in Rohrbach lebte und in seinen Tagebüchern und im Gedicht In einem kühlen Grunde seine Zuneigung zu einer Rohrbacher Küferstochter verewigte. 2008/09 wurde die Grundschule generalsaniert.

## Gebäude
Das denkmalgeschützte Gebäude hat einen übergiebelten Mittelrisalit. Die Neurenaissance-Werksteinfassade besitzt ein feingliedriges Dekor, das die Eichendorffschule von der ähnlichen gebauten Tiefburgschule in Heidelberg-Handschuhsheim hervorhebt.